# Carmen Cusack
Carmen Cusack (nascuda el 25 d'abril de 1971) és una actriu i cantant de teatre musical estatunidenca. És coneguda per interpretar a Elphaba a les produccions de Chicago, North American Tour i Melbourne del musical Wicked i per originar els papers d'Alice Murphy i Clare Boothe Luce als musicals de Broadway Bright Star i Flying Over Sunset, respectivament.
La seva actuació a Bright Star, que va ser el seu debut a Broadway, va ser molt elogiada i li va valer una nominació al premi Tony i un Premi Theatre World Award el 2016 . Va rebre una segona nominació al premi Tony per la seva actuació a Flying Over Sunset.

## Biografia
Cusack va assistir a la Universitat del Nord de Texas i es va graduar amb un títol d'arts escèniques. Es va formar en òpera, ballet, jazz i claqué. Cusack està casada amb l'actor escocès Paul Telfer.
Després d'acabar la carrera, Cusack va acceptar una feina al MS Queen Elizabeth 2, la qual cosa va canviar el curs de la seva carrera. A Manchester, Anglaterra, va tenir el seu gran paper com a Christine Daae a The Phantom of the Opera. Poc després, va fer el seu debut al West End com a Fantine a Les Misérables.
També va aparèixer a les produccions originals del West End de The Secret Garden i Personals.

### Carrera

#### Wicked
Cusack va tornar als Estats Units, i el 12 de desembre de 2006, es va unir a la producció de Chicago de Wicked com a espera per al paper principal d'Elphaba. Impressionats amb la seva interpretació del personatge, els productors li van demanar que protagonitzés el paper principal de la primera gira nacional de l'espectacle, començant el novembre de 2007. El seu paper com a suplent va ser assumit per Jennifer DiNoia.
Cusack va començar les actuacions de gira, en substitució de Victoria Matlock, el 6 de novembre de 2007. Va protagonitzar al costat de Katie Rose Clarke com a Glinda. Després de passar un any de gira, va marxar el 2 de novembre de 2008 i va ser substituïda per Donna Vivino, que havia estat la seva suplent.
Cusack es va veure a continuació a la producció de Melbourne, Austràlia, com a espera temporal d'Elphaba. Amanda Harrison s'havia pres una pausa de l'espectacle a causa d'una malaltia, i la suplent, Jemma Rix, havia rebut el paper principal. Cusack va estar a la companyia del 10 de juny al 10 de juliol de 2009. Va sortir de la companyia per començar els assajos per a South Pacific.

#### Altres rols
El 2009, Cusack va interpretar a Nellie Forbush a la primera gira nacional del South Pacific. Basat en el revival de Broadway de 2008, les actuacions van començar el 18 de setembre de 2009 a San Francisco. Per aquest paper , Cusack va ser nominat al premi Helen Hayes a la millor actriu principal en una producció no resident.
L'any 2012, va interpretar el paper de la senyoreta Gardner en el revival de l'Off-Broadway de Carrie: The Musical, que va començar a representar-se al Lucille Lortel Theatre el 31 de gener de 2012. Carrie va fer una tirada limitada fins al 8 d'abril de 2012.
El 2013, Cusack va interpretar el paper de la mare a la producció aclamada per la crítica de Ragtime del Milwaukee Repertory Theatre.
Cusack va aparèixer com a Dot/Marie a la producció del Chicago Shakespeare Theatre de Sunday in the Park with George del 26 de setembre al 4 de novembre de 2012, al costat de Jason Danieley.
Cusack va aparèixer com Annie a la producció del nou musical First Wives Club, basat en la pel·lícula homònima, a partir del febrer de 2015. El musical es va representar a l'Oriental Theatre de Chicago, Illinois, fins a finals de març de 2015.
Cusack va interpretar Clare Boothe Luce al nou musical Flying Over Sunset, dirigit per James Lapine. La producció, que s'havia previst inicialment per obrir-se el març de 2020, es va retardar a causa de la pandèmia de la COVID-19 i es va reprogramar per començar les preestrenes el novembre de 2021 al Teatre Vivian Beaumont del Lincoln Center Theatre. La producció es va estrenar el 13 de desembre de 2021 i es va tancar el 16 de gener de 2022. L'actuació de Cuscack li va valer una segona nominació al premi Tony a la millor actriu en un musical.
El juliol de 2022, Cusack va interpretar a la senyora Lovett a la producció de The Muny de Sweeney Todd: The Demon Barber of Fleet Street.

#### Bright Star
Cusack va originar el paper d'Alice Murphy al nou musical Bright Star, escrit i compost per Steve Martin i Edie Brickell. Ha estat amb l'espectacle des del seu taller el juliol de 2013 al Powerhouse Theatre del Vassar College de Poughkeepsie, Nova York. Cusack va actuar a l'estrena mundial de l'espectacle a l'Old Globe Theatre de San Diego el setembre de 2014. Va continuar el seu paper durant la seva prova a Washington, DC , de desembre de 2015 a gener de 2016.
Cusack va fer el seu debut a Broadway a Bright Star, que es va estrenar el 24 de març de 2016. Per la seva actuació, Cusack va guanyar un Premi Theatre World. També va rebre nominacions al premi Tony a la millor actriu en un musical, al premi Outer Critics Circle a la millor actriu en un musical, al premi Drama League a la interpretació distingida, i al Premi Drama Desk a la millor actriu en un musical. Cusack va repetir el paper d'Alice durant les parades de la gira nord-americana del musical a Los Angeles, San Francisco, i Salt Lake City.

### Cinema i televisió
El 2018, Cusack va aparèixer com Sabrina a l' aclamada pel·lícula de Facebook Watch de James Ponsoldt Sorry for Your Loss i va actuar al costat de Tom Hanks a la pel·lícula biogràfica de Fred Rogers de Marielle Heller A Beautiful Day in the Neighborhood. El 2019, Cusack va ser seleccionada com a sèrie habitual a la llista de reproducció extraordinària de Zoey de la NBC] El 27 d'agost de 2019, es va anunciar que Lauren Graham havia substituït a Cusack al programa en el paper de Joan.

## Crèdits teatrals
| Any     | Títol                                          | Rol               | Notes                                             |
| ------- | ---------------------------------------------- | ----------------- | ------------------------------------------------- |
| 1994    | Phantom of the Opera                           | Christine Daae    | National Tour, West End Production                |
| 1995    | Les Misérables                                 | Fantine           | UK National Tour and West End Production          |
| 2000    | Personals                                      | Kim               | Apollo Theatre, West End Production               |
| 2001    | The Secret Garden                              | Rose              | Aldwych Theatre, West End Production              |
| 2005    | Saucy Jack and the Space Vixens                | Chesty Prospects  | West End Production                               |
| 2006-07 | Wicked                                         | Elphaba (standby) | Regional, Chicago Production                      |
| 2007-08 | Wicked                                         | Elphaba           | US National Tour, Emerald City                    |
| 2009-11 | South Pacific                                  | Nellie Forbush    | US National Tour                                  |
| 2012    | Carrie                                         | Lynn Gardner      | Lucille Lortel Theatre, MCC Theatre, Off-Broadway |
| 2012    | Sunday in the Park with George                 | Dot/Marie         | Chicago Shakespeare Theatre, Regional             |
| 2013    | Ragtime                                        | Mother            | Milwaukee Repertory Theater                       |
| 2014    | Bright Star                                    | Alice Murphy      | Old Globe Theatre                                 |
| 2015    | First Wives Club                               | Annie             | Regional, Chicago                                 |
| 2015    | Bright Star                                    | Alice Murphy      | Kennedy Center, Regional                          |
| 2016    | Bright Star                                    | Alice Murphy      | Cort Theater, Broadway                            |
| 2016    | Sunday in the Park with George                 | Yvonne/Naomi      | New York City Center, Encores! Concert            |
| 2017    | Bright Star                                    | Alice Murphy      | US National Tour                                  |
| 2019    | Call Me Madam                                  | Mrs. Sally Adams  | New York City Center, Encores! Production         |
| 2021    | Flying Over Sunset                             | Clare Boothe Luce | Vivian Beaumont Theatre, Broadway                 |
| 2022    | Sweeney Todd: The Demon Barber of Fleet Street | Mrs. Lovett       | The Muny, St. Louis                               |

## Premis i nominacions
| Any  | Premi                      | Categoria                                             | Treball nominat                | Resultat |
| ---- | -------------------------- | ----------------------------------------------------- | ------------------------------ | -------- |
| 2011 | Premi Helen Hayes          | Actrii principal més destacada, producció no resident | South Pacific                  | Nominat  |
| 2013 | Premi Joseph Jefferson     | Actriu en un papert principal en un musical           | Sunday in the Park with George | Nominat  |
| 2016 | Premi Helen Hayes          | Outstanding Performer, Visiting Production            | Bright Star                    | Nominat  |
| 2016 | Premi Tony                 | Millor actriu protagonist en un musical               | Bright Star                    | Nominat  |
| 2016 | Premi Drama Desk           | Actriu més destacada en un musical                    | Bright Star                    | Nominat  |
| 2016 | Premi Drama League         | Actuació destingida                                   | Bright Star                    | Nominat  |
| 2016 | Premi Outer Critics Circle | Outstanding Actress in a Musical                      | Bright Star                    | Nominat  |
| 2016 | Premi Theatre World        | Premi Theatre World                                   | Bright Star                    | Honorada |
| 2017 | Premi Grammy               | Millor àlbum de teatre musical                        | Bright Star                    | Nominat  |
| 2022 | Premi Outer Critics Circle | Actriu més destacada en un musical                    | Flying Over Sunset             | Nominat  |
| 2022 | Premi Tony                 | Millor actriu protagonist en un musical               | Flying Over Sunset             | Nominat  |